# Plinia puriscalensis
Plinia puriscalensis är en myrtenväxtart som beskrevs av P.E.Sánchez och Q.Jiménez. Plinia puriscalensis ingår i släktet Plinia och familjen myrtenväxter. Inga underarter finns listade i Catalogue of Life.